# کوچی (شهر)
کوچی شهری است در کشور ژاپن. این شهر مرکز استان کوچی است و در جزیره شیکوکو قرار گرفته است.
جمعیت این شهر در سال ۲۰۱۰ میلادی برابر ۳۴۰۰۰۰ نفر برآورد شده‌است.